# Tears for Fears
Tears for Fears este o formație pop rock engleză, fondată în 1981 de Roland Orzabal și Curt Smith.
Albumul lor de debut, The Hurting, certificat cu platină, a atins poziția #1 în UK Albums Chart, iar cel de-al doilea album, Songs from the Big Chair, s-a clasat pe poziția #2 în US Billboard 200, fiind certificat cu multi-platină atât în UK cât și în US.

## Istorie
Orzabal și Smith au fost colegi de școală în Bath, UK și au cântat împreună de la vârsta de 13 ani, înființând formația Graduate, la sfârșitul anilor 70. După ce au lansat câteva single-uri (cel mai important fiind „Elvis Should Play Ska”), trupa se destramă iar Orzabal și Smith pun bazele proiectului Tears For Fears, la începutul anilor 80. Inițial, duo-ul a fost considerat parte a noului val „New Romantics”, dar evoluția ulterioară a arătat că Tears For Fears (TFF) puteau oferi mai mult de atât… Synthpopul abordat inițial a devenit un New Wave și ulterior, British Pop de cea mai bună calitate iar trupa s-a bucurat de un succes imens și în Statele Unite, mai ales la jumătatea anilor 80. Numele trupei este „împrumutat” din conceptul „primal therapy” lansat de dr. Arthur Janov și a urmărit să împărtășească angoasele și traumele copilăriei celor doi… (Arhi-cunoscuta „Shout” reprezintă cea mai bună dovadă în acest sens.)  
- În 1981 TFF înregistrează demo-urile „Suffer The Children”, „Pale Shelter” si „Prisoners Of Pain”, primele două lansate ca single-uri în noiembrie 1981 și martie 1982, dar fără succes. În această perioadă se alătură proiectului Ian Stanley (keyboards) și Manny Elias (drums), considerați membri-full ai trupei pe primul album. Stanley a contribuit la compunerea majorității succeselor acestei perioade dar, împreună cu Elias, au părăsit formația după cel de-al doilea LP. Ian Stanley a continuat să compună și să producă muzică, având numeroase colaborări cu artiști din aceastaă zonă: Propaganda, Tori Amos („Little Earthquakes”), Human League („Octopus”), Lloyd Cole & The Commotions, A-ha, The Pretenders, Republica, Naimee Coleman, Stephanie Kirkham, Natalie Imbruglia. 
- Succesul TFF apare la orizont odată cu lansarea lui „Mad World” – considerat primul hit al trupei, locul 3 în UK în noiembrie 1982. 
- În 1983 apare primul album intitulat „The Hurting”, ajuns pe locul 1 în UK și 73 în US, propulsat și de succesele următoarelor extrase în topul britanic: „Change” UK#4 – februarie 1983 și „Pale Shelter” UK#5 – mai 1983. 
- „The Way You Are” UK#24 – a fost lansat în decembrie 1983 pentru a menține trupa în centrul atenției, în așteptarea unui nou album… („Get The Balance Right” vă spune ceva?!) 
- „Mother’s Talk” ajunge #14 în UK, anticipând ca prim single noul album, în septembrie 1984 și mai ales, isteria care va urma… 
- „Shout”, al doilea single de pe „Songs From The Big Chair” (LP lansat în martie 84), lansat în decembrie 1984 în UK, devine un hit la scară mondială în anul următor și rămâne, până astăzi probabil, „emblema” TFF. După lansarea celui de al doilea LP, în primăvara lui 85, succesul celor de la TFF nu mai poate fi măsurat doar în zeci sau sute de mii de unități vândute în UK…Pe scurt, „Songs From The Big Chair” ajunge #2 UK și, mai important, #1 US pentru cinci săptămâni!!! În aprilie 85, „Everybody Wants To Rule The World” este UK#2 și US#1 două săptămâni! În vara lui 85, al patrulea single – „Head Over Heels” este UK#12 și US#3 iar „Shout” ajunge #1 în US pentru trei săptămâni (!), #1 în Australia și Germania și #2 în Italia, confirmând succesul imens de care se bucură la scară planetară TFF. 
- La înregistrările pentru „Songs From The Big Chair” producătorul Chris Hughes îl încurajează pe Orazabal să-și asume responsabilități majore privind interpretarea pieselor. Tot Chris Hughes a fost cel care i-a încurajat pe cei doi să folosească la producția pieselor și în concerte chitările. Astfel, Orzabal începe să acopere tot mai mult partea vocală și chitară electrică (înțeleaptă alegere- nota autorului!) iar Smith devine a doua voce și aprofundează bassul. 
- Succesele din această perioadă i-a determinat să colinde lumea în cadrul unui turneu care va constitui subiectul unui film (live/documentary în genul lui „101”) intitulat „Scenes From The Big Chair” (1985). 
- TFF s-au aflat în 1985 și în centrul unui mic scandal legat de promisa lor apariție în cadrul proiectului „Live Aid”. Programată inițial să apară în cadrul concertului de pe JFK Stadium din Philadelphia, TFF au anunțat in dimineața zilei respective (13 iulie 1985) că nu pot onora inivitația din cauza plecării a doi instrumentiști ale căror contracte de colaborare expiraseră. În schimb, TFF au anunțat că vor dona o cotă din încasările concertelor de la Tokyo, Sydney, London și New York. Au urmat schimburi dure de replici cu Bob Geldof, unul din organizatori și inițiatorii proiectului. Se pare că adevărul este că TFF au refuzat apariția în cadrul „Live Aid” deranjați fiind de o declarație a lui Geldof din avanpremiera manifestării prin care erau acuzați că „poartă responsabilitatea pentru viața a jumătate de milion de africani în cazul unui refuz”. Orzabal și Smith au pus la îndoială capacitățile de organizator ale lui Geldof și au fost vădit deranjați de presiunea creată printr-o astfel de declarație. „Who is Bob Geldof to have the power to install guilt?” (Curt Smith). 
- TFF colaboraseră u proiectul „Band Aid” încă de la inițierea acestuia, un sample modificat din „Mad World” fiind folosit la începutul piesei „"Do They Know It's Christmas?". 
- In 1986, „Everybody Wants To Run The World”, o variantă alternativă a lui „Everybody Wants To Rule The World”, ajunge pe #5 în UK, fiind folosită ca slogan al fundației „Sport Aid” (desprinsă din proiectul „Band Aid”) pentru „Sport Aid Week”. 
- Surprinzător și ieșit din tipare este faptul că succesul imens de care s-au bucurat TFF în perioada 1984-1986 a generat re-intrarea în topul UK sau US a unor piese lansate cu ceva timp în urmă. De exemplu, originalele „Suffer The Children” și „Pale Shelter” ajung pe #52 și, respectiv, #73 în septembrie 85 iar „Everybody Wants To Rule The World” și „ Mother’s Talk” pe #73 în UK (februarie 86) și #27 în US (mai 86). Între timp, se mai lansează un extras de pe „Songs From The Big Chair” – „I Believe” – UK #23. 
- În 1989, TFF revin cu un nou album garnisit cu piese de excepție și colaborări de calibru (Oleta Adams – voce de fundal – nu o puteți rata în „Woman In Chains” și Phil Collins – drums!). „The Seeds of Love” ajunge #1 în UK și #8 în US și este suportul unor succese precum: "Sowing the Seeds of Love" - #5 UK, #2 US, #11 Germania., #2 Italia; "Woman in Chains" #26 UK, #36 US; "Advice for the Young at Heart" #36 UK (1990). 
- „The Seeds of Love” pare a anunța însă începutul sfârșitului. Disputele dintre Orazabal și Smith privind evoluția muzicală a TFF ajung și în mass-media iar o conciliere între cei doi devine imposibilă la sfârșitul lui 1990. Din acest moment se poate considera că TFF nu mai există în formula clasică. Curt Smith se mută în New York unde, în anii 90, se lansează fără succes într-o carieră solo, inițiază proiectul muzical „Mayfield” și produce muzică prin intermediul casei proprii de discuri („Zerodisc”). 
- În martie 1992 este lansată o compilație intitulată „Tears Roll Down: Greatest Hits 1982-1992” care totalizează piesele cele mai importante ale duo-ului, la care se adaugă și o piesă înregistrată doar de Orzabal „Laid So Low (Tears Roll Down)” #17 UK. 
- „Laid So Low” se dovedește a nu fi „cântecul de lebădă” al celor de la TFF. Orzabal își asumă în responsabilitatea de a continua aventura TFF iar în iunie 1993, ajutat de un vechi colaborator - Alan Griffiths – și „blindat” cu o trupă de instrumentiști, lansează LPul „Elemental”. 
- Albumul „Elemental” #5 UK și  #45 US, marchează și o schimbare în sound-ul TFF, foarte asemănătoare cu ceea ce reprezintă „Songs Of Faith And Devotion” pentru Depeche Mode. De altfel, 1993 a reprezentat un punct de cotitură pentru evoluția majorității trupelor din zona new-wave/synth-pop, în sensul că a fost perioada în care au optat pentru un sound mai pop/dance/comercial (și mai puțin de calitate) – vezi Pet Shop Boys (toată involuția de la „Can You Forgive Her” și „Go West” încoace) ori Erasure (în cădere liberă de la „Always” până la ultimul album mai rezonabil din 2004) sau pentru un electro/rock/alternativ mai de substanță și mai natural – vezi Depeche Mode, A-ha (cine rezistă lui „Memorial Beach”-1993 și „Minor Earth, Major Sky” – 2000?!) sau Simple Minds (She’s A River” sau „Hypnotised” -1995). Remarcabil în acest sens este primul single - "Break It Down Again" #20 UK, #25 US, urmat de „Cold” și „Goodnight Song”. 
- Orzabal și Griffiths lansează un alt album TFF în 1995 intitulat „Raoul and the Kings of Spain”, doar  #41 UK și #79 US.  Primul single,  "Raoul and the Kings of Spain" a ajuns până pe locul 31 în UK, dar albumul este garnisit și cu alte piese de calitate precum „Secrets” sau „Falling Down”. 
- În 1996 este lansată o compilație de b-sides și rare live tracks – „Saturnine Martial and Lunatic” care atrage atenția doar vechilor fani ai trupei. 
- Discografia oficială mai include și o alternativă „revizuită” a colecției de hituri, apărută în septembrie 2001 și intitulată „Shout: The Very Best Of”. 
- Când toată istoria TFF părea a fi uitată pe un raft prăfuit, în 2001 are loc primul dialog între Orzabal și Smith după mai bine de zece ani. Cei doi lasă deoparte divergențele iar Orzabal se mută pentru șase luni în Los Angeles pentru a înregistra un album alături de Curt Smith. 
- Apărut în septembrie 2004 în US și în februarie 2005 în Europa, „Everybody Loves A Happy Ending”- #45 UK, #46 US, #28 Franța, #35 Germania, reprezintă în viziunea artiștilor o continuare firească a lui „The Seeds of Love”. Primul single, „Closest Thing to Heaven" a ajuns pe locul 40 în UK iar succesul relativ al albumului a oferit ocazia unui turneu în America de Nord și Europa în 2005. 
- Între timp, la sfârșitul lui 2003, piesa „Mad World”, reinterpretată într-o manieră acustică de Gary Jules și Michael Andrews, a „năucit” topul britanic ocupând locul 1 de Crăciun, la doi ani după ce a făcut parte din coloana sonoră a „cult”-filmului „Donnie Darko”. Drept urmare, în 2004, Universal Records a relansat primele trei albume TFF iar colecția de „Greatest Hits” a reintrat pentru două luni în topul britanic – la mai bine de 12 ani de la lansare! - revitalizată miraculos de cover-ul la „Mad World”.

## Membrii formației
| Membri actuali - Roland Orzabal – vocal, chitară, clape (1981–prezent) - Curt Smith – vocal, chitară bas, clape (1981–1991, 2000–prezent) | Foști membri - Ian Stanley – clape (1981–1987) - Manny Elias – tobe, percuție (1981–1986) |

## Discografie
Albume
- The Hurting (1983)
- Songs from the Big Chair (1985)
- The Seeds of Love (1989)
- Elemental (1993)
- Raoul and the Kings of Spain (1995)
- Everybody Loves a Happy Ending (2004)
- The Tipping Point (2022)
- Songs for a Nervous Planet (2024)